# Antonio Ponz

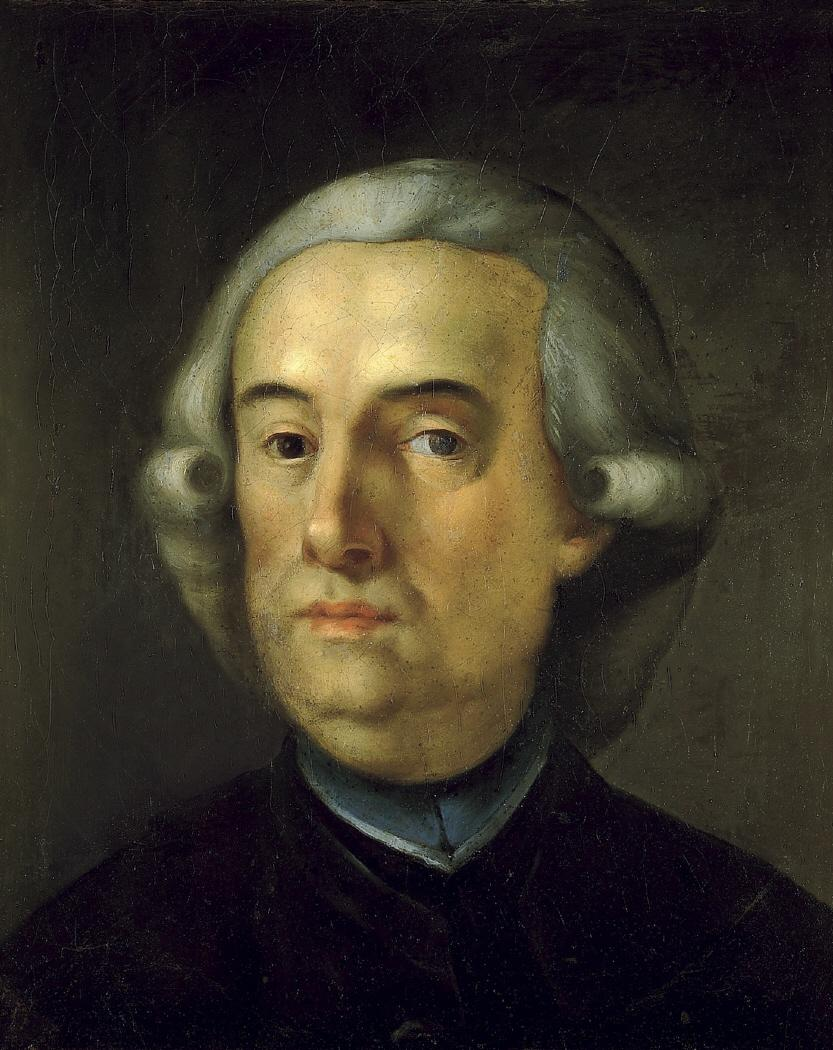
Selbstporträt, ca. 1774, Öl auf Leinwand, Real Academia de Bellas Artes de San Fernando, Madrid

Antonio Ponz (geboren 1725 in Bejís, Spanien; gestorben 1792) war ein spanischer Maler, der heute insbesondere als Verfasser des berühmten Werkes Viage de España (Reise durch Spanien) bekannt ist.

## Leben

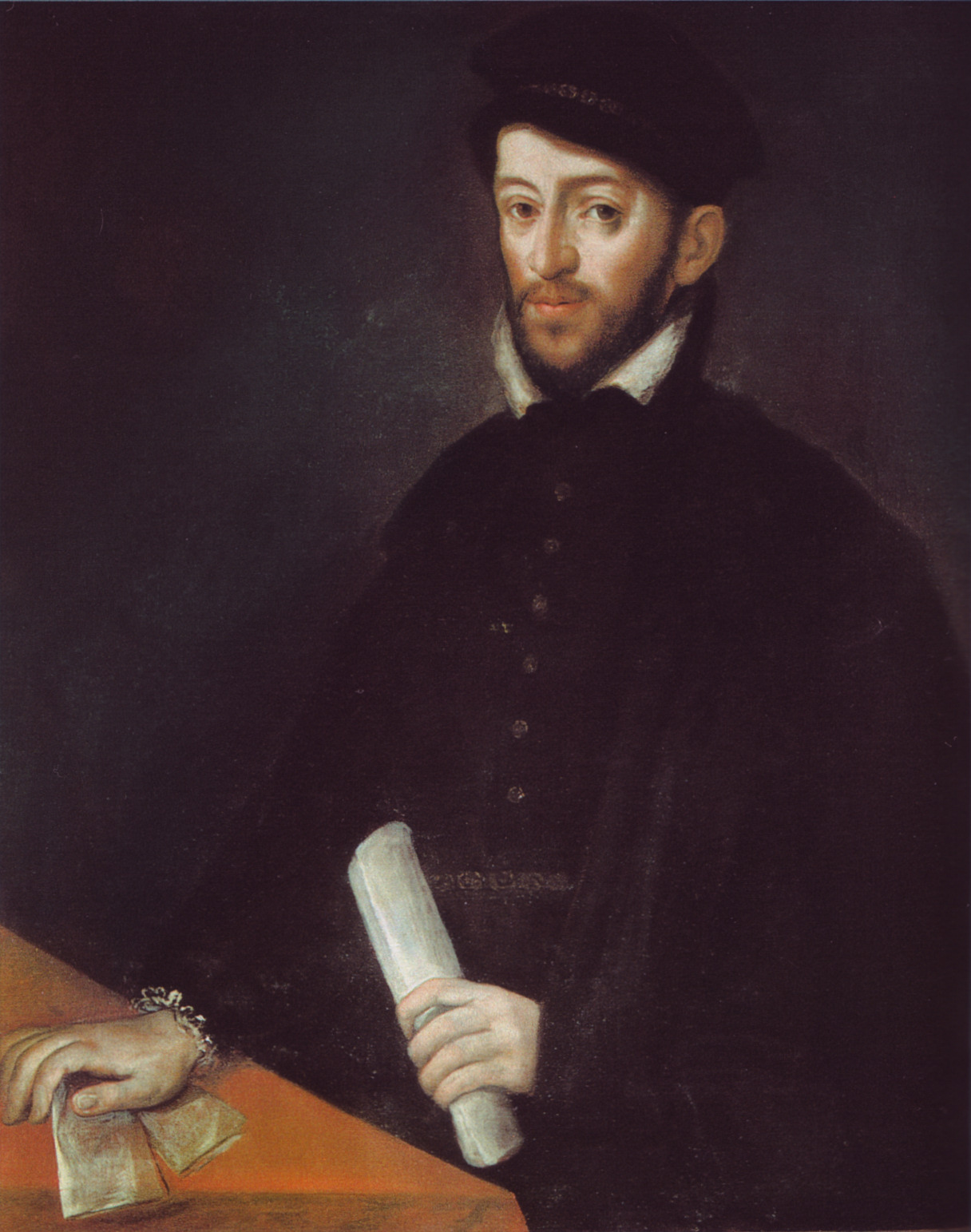
Porträt von Antonio Pérez, Sekretär von Philipp II von Antonio Ponz, Kloster Escorial

Antonio Ponz wurde 1725 geboren. Durch seine Studien in Valencia und Madrid erwarb er eine umfassende humanistische und künstlerische Ausbildung. Seine Sprachkenntnisse führten ihn nach Rom, wo er sich zehn Jahre lang aufhielt, und anschließend nach Neapel. Nach seiner Rückkehr nach Spanien im Jahr 1761 erhielt er den Auftrag, die Porträtsammlung der Bibliothek von El Escorial zu vervollständigen, eine Aufgabe, die er mehr als fünf Jahre lang ausführte. 

## Viage de España
Nach der Vertreibung der Jesuiten aus Spanien unter Karl III. wurden ihre Häuser und Schulen geräumt und eine Kommission mit der Inventarisierung ihres künstlerischen Erbes beauftragt, und Antonio Ponz wurde mit der Sammlung der Werke in Andalusien beauftragt. Infolge dieses Auftrags entwickelte er die Idee einer Viage de España (Reise durch Spanien), die er 1771 begann und deren ersten Band er 1772 veröffentlichte. Sein Werk besteht aus 20 Bänden, von denen 18 seine Reise durch Spanien beinhalten, die letzten beiden die Eindrücke seiner Auslandsreisen.
Über El Greco beispielsweise urteilte er darin:

„Las mas de las pinturas que el Greco hizo para Toledo tienen su mérito particular, siendo algunas de ellas excelentes: y no se ha de medir la habillidad de este autor por algunas cosas que en Madrid se vén. // Die meisten der Gemälde, die El Greco für Toledo schuf, haben ihren eigenen besonderen Wert, einige von ihnen sind ausgezeichnet: und das Können dieses Autors sollte nicht an einigen der Dinge gemessen werden, die in Madrid zu sehen sind.“